# Pascale Bordet
Pascale Bordet (24 de agosto de 1959-15 de abril de 2023) fue una diseñadora de vestuario, pintora y acuarelista francesa, así como autora e ilustradora de labores sobre el arte del vestuario teatral.

## Biografía
Bordet fue diplomada por la Universidad de Poitiers (Licenciatura en Letras y Lenguas) en 1978. Después de haber trabajado en el Teatro del Trèfle de 1979 a 1982, entró en 1982 en los talleres de la Ópera Garnier. Trabajó cuatro años y realizó sus primeras creaciones a partir de 1986 para el Teatro Fontaine.
En 1988, se hizo cargo del Teatro del Ouvre junto a Georges Wilson y Jacques Dufilho. Bordet continuó su trabajo en el Teatro La Bruyère bajo la dirección de Stéphane Meldegg, en el Teatro Daunou con Yves Robert, en el Teatro de los Hinchas Parisienses con Jean-Claude Brialy, en el Teatro de la Renacimiento con Agnès Jaoui y Jean-Pierre Bacri, en el Teatro Marigny con Jean-Pierre Cassel, en el Teatro Hébertot con Michel Bouquet, en la Comedia de los Campos- Élysées con Anny Duperey y Francis Perrin, en el Teatro Rive Gauche con Francis Huster, en el Teatro Rond Point con François Morel, en el Teatro del Palais-Royal con Michel Aumont y tanto otros.
Estuvo nominada once veces en los premios Molière y ganó dos premios Molière en 1999 y 2002, después recibió el Premio Renaud Barrault en 2000.
Su primer libro de fotografías fue La magia del disfraz, publicado por Actos Sur en 2008, y que recibió el premio Diapason del Libro de Arte. Editó también cuatro más. 
Recibió la Orden de Chevalier de los Artes y Letras en 2014.
Bordet ha expuesto sus acuarelas en el Teatro de l'Œuvre, también en el Teatro de los Campos Elíseos y en el Teatro de Lucernaire. Ha vestido a Cristiana Reali, Danielle Darrieux, Isabelle Carré, Jacques Weber, Claude Rich, Léa Drucker, Emmanuelle Devos, Roland Giraud, Sara Giraudeau y a muchos más.

## Teatro
- 2020 - 2021 

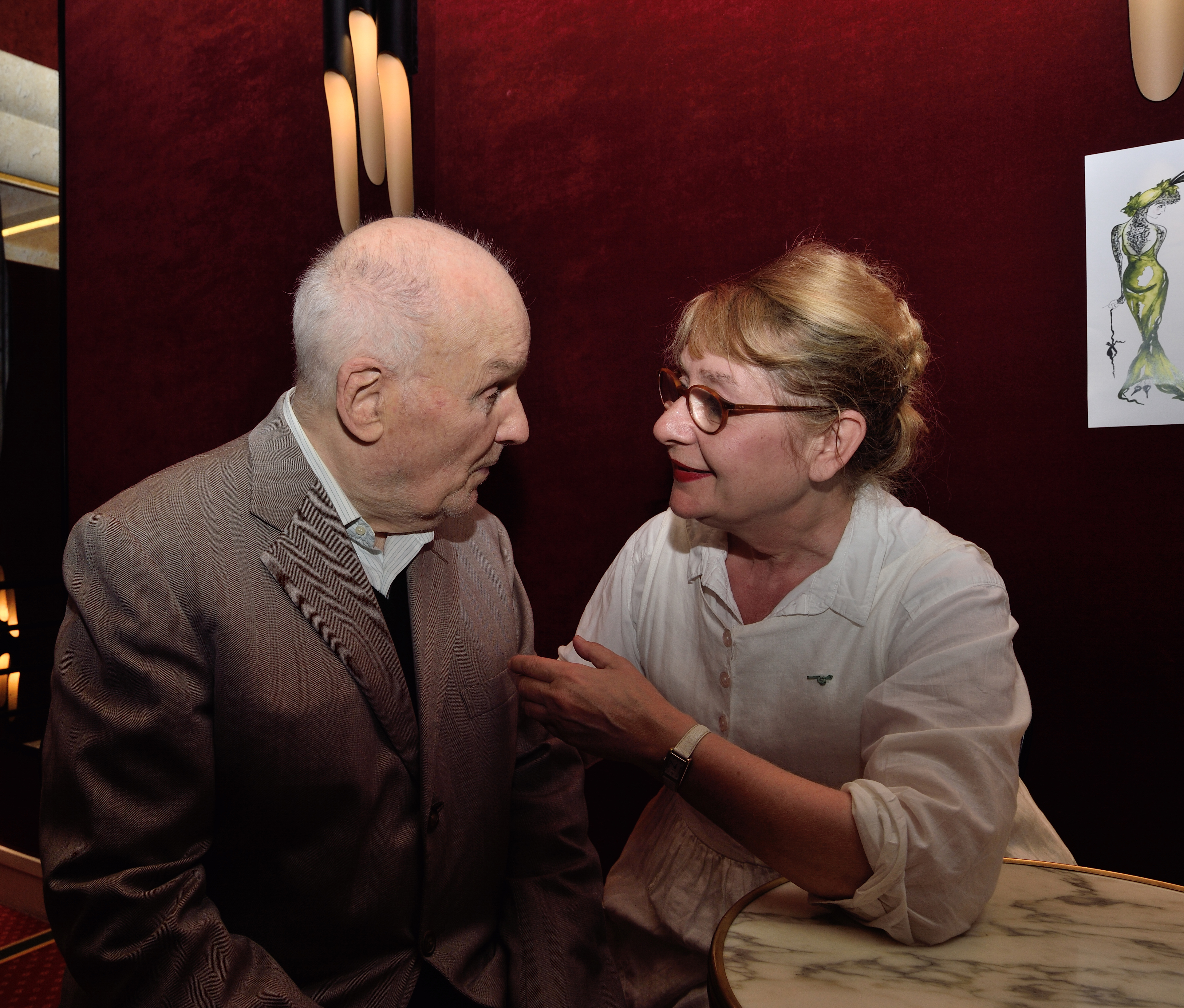
Michel Bouquet y Pascale Bordet en 2018. Firma del libro Splendeur y miseria de una costumière.

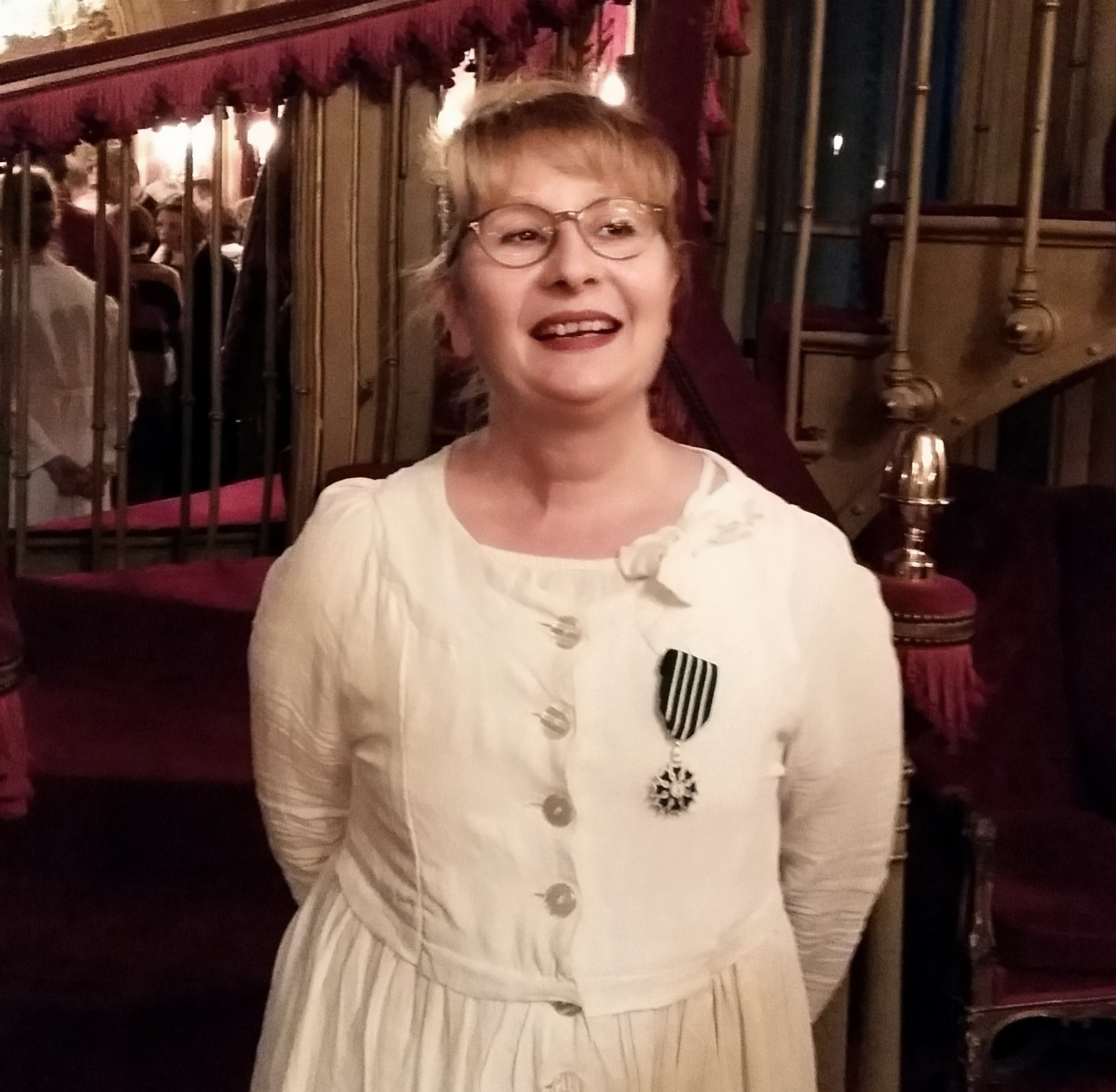
Pascale Bordet. Remisión de los Artes y Cartas (Chevalière) por Francis Nani al Teatro del Palacio Royal a París en 2014.

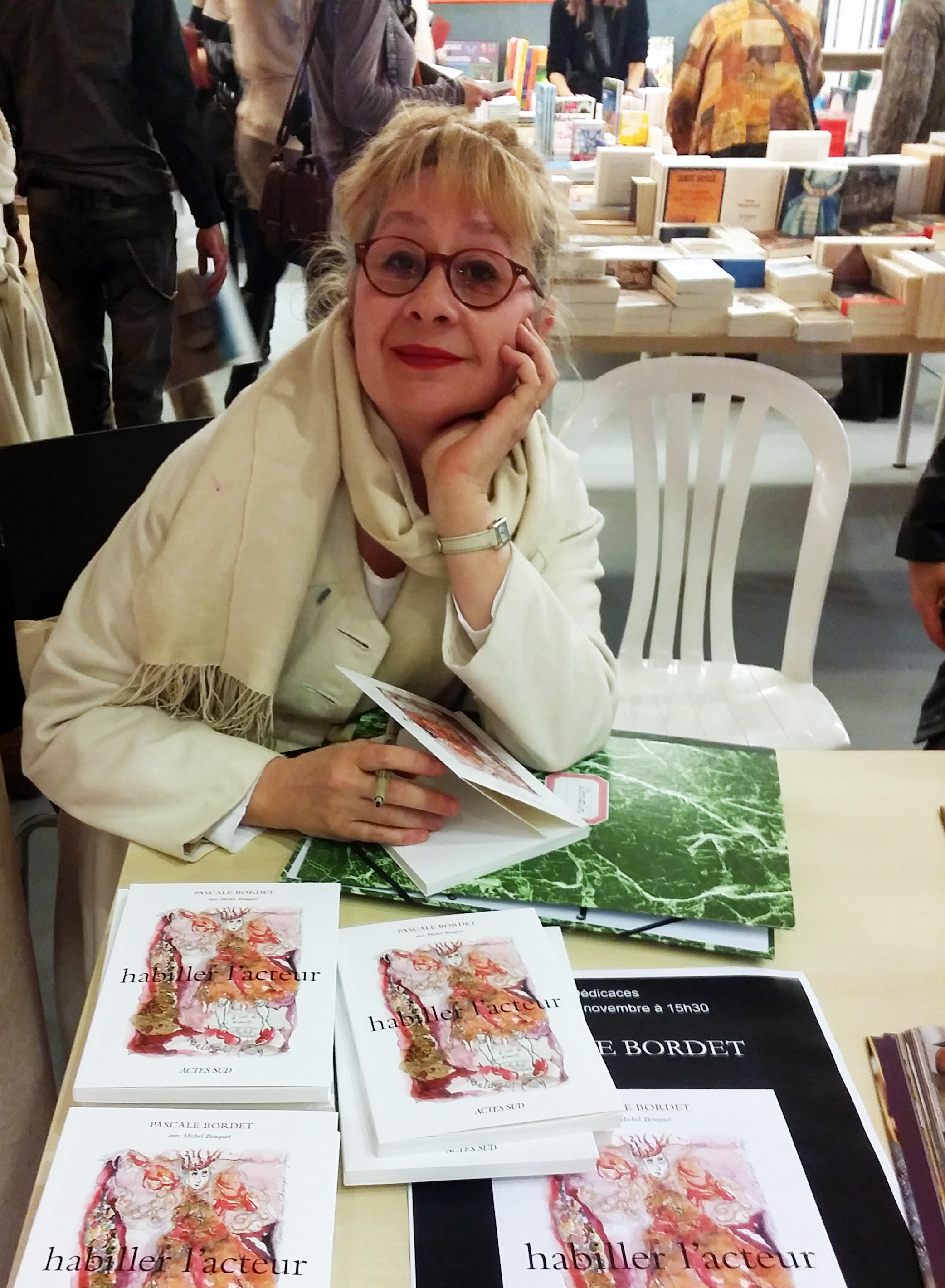
Pascale Bordet - Firma de su libro Vestir el actor (Actos Sur).

  - Le syndrôme de l’oiseau de Pierre Tré-Hardy avec Sara Giraudeau, Théatre du Rond-Point
  - Pompon Valse Spectacle Cie Tango 33 / Marina Cedro, Auditorium du Musée d’Orsay
- 2019 - 2020
  - Kean d’Alexandre Dumas, mise en scène d’Alain Sachs avec Alexis Desseaux, Théâtre 14, Théâtre de l’oeuvre, Théâtre de l’Atelier puis en tournée
  - Comme en 14 mise en scène d’Yves Pignot avec Virginie Lemoine et Marie Vincent Théâtre La Bruyère
  - Les 3 cochons et le dernier des loups, mise en scène de Jean-Luc Revol, Maison de la Culture de Nevers Agglomération
  - MOMS mise en scène d’Armand Eloi, Festival d’Avignon off
- 2018
  - La Dame de chez Maxim de Georges Feydeau avec Christophe Alevèque et Sophie Mounicot Théâtre du Gymnase et en tournée
  - La conversation de Jean d’Ormesson, mise en scène d’Alain Sachs, Théâtre du Gymnase
  - Miracle en Alabama mise en scène de Pierre Val, Théâtre la Bruyère
  - Michel-Ange et les fesses de Dieu avec Jean-Paul Bordes, Théâtre 14
- 2017
  - Tenorissimo mise en scène de Francis Perrin, Festival d’Avignon off
- 2016
  - À tort et à raison de Ronald Harwood avec Michel Bouquet En tournée et au Théâtre Hébertôt
  - L'Éventail de Lady Windermere d’Oscar Wilde, avec Alessandra Martines, Théâtre Tête d’Or - Lyon
- 2015
  - Nous les femmes de Jean-Marie Bigard en tournée
  - À tort et à raison de Ronald Harwood avec Michel Bouquet, Théâtre Hébertôt et en tournée
  - Le Roi Lear de William Shakespeare, mise en scène de Jean-Luc Revol avec Michel Aumont, Théâtre de la Madeleine et en tournée
  - 24 heures dans la vie d’une femme de Stefan Zweig avec Clémentine Célarié, Théâtre Rive Gauche
  - L’élixir d’amour d’Éric-Emmanuel Schmitt avec M. C. Pietragalla, Théâtre Rive Gauche
  - Le joueur d’échecs de Stephan Zweig mise en scène de Steve Suissa, Théâtre Rive Gauche
- 2014
  - Et si on recommençait d’Éric-Emmanuel Schmitt avec Michel Sardou Comédie des Champs Élysées
  - Georges et Georges d’Éric-Emmanuel Schmitt avec Davy Sardou et A. Brasseur Théâtre Rive Gauche
  - Le roi se meurt d’Eugène Ionesco avec Michel Bouquet, Théâtre Hébertôt - reprise
  - La trahison d’Einstein d’Éric-Emmanuel Schmitt avec Francis Huster et J. C. Dreyfus Théâtre Rive Gauche
- 2013
  - The Guitrys d’Éric-Emmanuel Schmitt avec Claire Keim et Martin Lamotte Théâtre Rive Gauche
  - Le plus heureux des trois d'Eugène Labiche, mise en scène de Didier Long, Théâtre Hébertôt
  - Mon beau-père est une princesse de Didier Benureau avec Didier Benureau, Michel Aumont et Claire Nadeau Théâtre du Palais Royal
  - La Flûte enchantée de Mozart, Opéra en plein air, mise en scène Francis Huster
  - La folle de Chaillot de Jean Giraudoux avec Anny Duperey, Comédie des Champs Élysées
  - Collaboration mise en scène de Georges Werler avec Michel Aumont, Théâtre de la Madeleine - reprise
- 2012
  - Le roi se meurt d’Eugène Ionesco avec Michel Bouquet, Théâtre Hébertôt - reprise
  - Adieu je reste avec Isabelle Mergault et Chantal Ladesou, Théâtre des Variétés
  - L’Alouette de Jean Anouilh, mise en scène C. Lidon avec Sara Giraudeau, Théâtre Montparnasse
  - Monsieur Ibrahim et les fleurs du Coran d’Éric-Emmanuel Schmitt avec Francis Lalanne, Théâtre Rive Gauche
  - Jacques le plusieurs de Bruno Moynot, Théâtre Le Splendid
- 2011
  - Collaboration de Ronald Harwood avec Michel Aumont et Didier Sandre, Théâtre des Variétés
  - Cendrillon comédie musicale mise en scène d’Agnès Boury, Théâtre Mogador
- 2010
  - Le nombril de J. Anouilh mise en scène M. Fagadeau avec Francis Perrin Comédie des Champs Élysées
  - Colombe de Jean Anouilh avec Anny Duperey et Sara Giraudeau Comédie des Champs Élysées
  - Le roi se meurt avec Michel Bouquet Comédie des Champs Élysées - reprise
  - Le soir, des lions... de et avec François Morel mise en scène Juliette Théâtre du Rond-Point
  - Feu la mère de Madame de Georges Feydeau, avec Patrick Chesnais et Emmanuelle Devos pour les Molières 2010
- 2009
  - Gary/Ajar de et avec Christophe Malavoy, Théâtre du pays de Morlaix
- 2008
  - Concert de Juliette Olympia
  - Le malade imaginaire de Molière avec Michel Bouquet Théâtre de la Porte Saint Martin
  - 24 heures dans la vie d’une femme de Stephan Sweig avec Catherine Rich Théâtre du Petit Montparnasse
  - César Fanny Marius de Marcel Pagnol avec Francis Huster et Jacques Weber, Théâtre Antoine
- 2007
  - La retraite de Russie de William Nicholson avec Pierre Santini, Catherine Rich, Julien Rochefort, Théâtre du Petit Montparnasse
  - Puzzle de Woody Allen avec Michel Aumont, Théâtre du Palais Royal
  - Un fil à la patte de Feydeau mise en scène d’Alain Sachs, Théâtre de Paris
  - Irrésistible de Fabrice Roger-Lacan avec Virginie Ledoyen et Arié Elmaleh Théâtre Hébertôt
  - Le système Ribadier de Feydeau avec Léa Drucker et Bruno Solo Théâtre Montparnasse
  - Victor ou les enfants au pouvoir de Roger Vitrac avec Laurent Deutsch, Théâtre Antoine
  - Croque-Monsieur de Marcel Mithois avec Isabelle Mergault, Théâtre des Variétés
  - Deux petites dames vers le nord de Pierre Notte avec Christine Murillo Théâtre Pépinière
  - La nuit de Valognes d’É.-E. Schmitt mise en scène de Régis Santon Théâtre Sylvia Monfort
- 2006
  - La Sainte Catherine de Wojtowicz avec Philippe Magnan et Guillaume de Tonquedec Théâtre de Paris
  - Le Bourgeois Gentilhomme de Molière mise en scène Alain Sachs avec J.M. Bigard Théâtre de Paris
  - Conversations après un enterrement de Yasmine Reza Théâtre Antoine
  - Doute de John Patrick Shanley mise en scène de Roman Polanski avec Thierry Frémont Théâtre Hébertôt
  - Adultères de Woody Allen avec Valèrie Karsenti et Pascale Arbillot Théâtre de l’Atelier
  - L’avare de Molière avec Michel Bouquet Théâtre de la Porte Saint Martin
- 2005
  - Portrait de famille de Denise Bonal Théâtre Poche Montparnasse
  - La Locanderia de Goldoni avec Christian Reali et Pierre Cassignard Théâtre Antoine
  - Mémoires d’un tricheur de Sacha Guitry avec Francis Huster Théâtre des Mathurins puis Théâtre Edouard VII
  - Le mariage de Barillon de Feydeau mise en scène de J. Echantillon Théâtre du Palais Royal
  - Le sens du ludique et avec Jean-Luc Lemoine Théâtre Le Splendid
  - L’autre de Florian Zeler avec Chloé Lambert et Nicolas Vaude Théâtre des Mathurins
- 2004
  - Les braises de Sandor Marai avec Claude Rich Théâtre de l’Atelier
  - Créatures comédie musicale d’Alexandre Bonstein XXème Théâtre
  - Petit déjeuner compris de Christine Reverho Théâtre Fontaine
  - Le roi se meurt d’Eugène Ionesco avec Michel Bouquet Théâtre Hébertôt
- 2003
  - Les noces de Figaro de Mozart Opéra en plein air
  - Comme en 14 de Dany Laurent avec Marie Vincent Théâtre 13 puis Pépinière puis Montparnasse
  - Amphytryon mise en scène de Simon Eine avec Francis Perrin Festival d’Anjou
- 2002
  - L’homme en question avec Michel Sardou et Brigitte Fossey Théâtre de la Porte Saint Martin
  - Hypothèque de Daniel Besse avec Roland Giraud Théâtre de l’Oeuvre
  - Les sincères de Marivaux avec Béatrice Agenin Théâtre 14
  - La cuisine d’Elvis de Lee Hall avec Jean-Pierre Kalfon Théâtre Poche Montparnasse
  - L’amour est enfant de salaud d’Alain Ayckbourn avec Isabelle Gélinaix et Bruno Madinier Théâtre Tristan-Bernard
  - De si tendres liens de Loleh Bellon avec Marianne Elin et Annick Blancheteau Théâtre Mouffetard
- 2001
  - Le Dindon de Feydeau avec Francis Perrin, Bernard Alane et J.L. Moreau Théâtre des Bouffes Parisiens
  - Le neveu de Rameau de Diderot avec Nicolas Vaude Théâtre du Ranelagh
  - Elvire de Henry Bernstein avec J.P. Cassel et Caroline Silhol Théâtre Marigny
- 2000
  - Les femmes savantes de Molière avec Béatrice Agenin et Dominique Blanchard Théâtre 13
  - Monsieur chasse de Feydeau avec Chevalier et Laspalès Théâtre du Palais Royal
  - La chatte sur un toit brûlant de Tennessee Williams avec Cristiana Reali Théâtre de la Renaissance
  - Une petite fille privilégiée de Francine Christophe avec Mireille Perrier Lavoir Moderne Parisien
- 1999
  - Mademoiselle Else de Schnitzler avec Isabelle Carré Petit, Théâtre de Paris
  - Retour à la case piano avec Jean-Paul Farré ,Opéra de Massy
  - Un fil à la patte mise en scène d’Alain Sachs, Théâtre de la Porte Saint Martin
  - La maison des cœurs brisés de George Bernard Shaw avec Catherine Samie, Michel Robin et Martine Chevalier, Comédie Française
- 1998
  - Le marchand de Venise de Shakespeare, CDN de Besançon
  - Château en Suède de Françoise Sagan avec Agnès Soral, Théâtre Saint Georges
  - Une table pour six mise en scène d’Alan Sachs, Théâtre du Palais Royal
  - Une douche écossaise avec Danièle Darrieux et Dominique Lavanant, Théâtre des Bouffes Parisiens
  - La cerisaie de Tchekhov avec Georges Wilson Festival d’Anjou et Espace Cardin
  - L’invitation au château de Jean Anouilh mise en scène de Jean-Claude Brialy avec Nicolas Vaude, Festival d’Anjou
- 1997
  - Accalmies passagères avec Valérie Karsenty, Théâtre La Bruyère
  - Dérapages mise en scène de Jérôme Savary avec Guy Bedos et Clémentine Celarié, Théâtre de Paris
- 1996 
  - Monsieur de Saint Futile avec Jean-Claude Brialy, Théâtre des Bouffes Parisiens
  - Maison de veufs mise en scène Michel Dubois, Comédie de Caen
  - Le voyage de Monsieur Perrichon avec Jean-Pierre Darras, Théâtre Saint Georges
  - Crime et châtiment avec Emmanuel Dechartre, Théâtre Mouffetard
  - L’école des femmes avec Jean-Paul Farré , Théâtre de la Main d’Or
  - Une mesure d’avance d’Anne-Marie Etienne avec Maria Pacôme ,Théâtre Saint Georges
  - Le faucon mise en scène de Gabriel Garran avec Myriam Boyer, Théâtre Dejazet
- 1995
  - Un inspecteur vous demande avec Yves Robert, André Falcon et Marie-France Mignal, Théâtre Daunou
  - Indépendance avec Dominique Blanchard et Béatrice Agenin, Théâtre 13
  - Un coin d’azur avec Arianne Ascaride, Théâtre La Bruyère
  - Moi qui ai servi le roi d’Angleterre de Georges Bernard Shaw avec J.P. Farré, Comédie de Caen
- 1994
  - Un air de famille mise en scène de Stephan Meldegg avec Agnès Jaoui et Jean-Pierre Bacri, Théâtre de la Renaissance
  - Rossini ou la fleur de l’âge avec Dominique Paturel, Théâtre La Bruyère
- 1993
  - Toa de Sacha Guitry avec Serge Lama, Théâtre Edouard VII
  - L’ampoule magique de Woody Allen avec Francis Lax et Gérard Loussine, Théâtre la Bruyère
- 1992
  - C’était bien mise en scène de Stephan Meldegg avec Stephane Freiss et  Béatrice Agenin, Théâtre La Bruyère
  - Les dimanches de Monsieur Riley avec Georges Wilson, Théâtre de l’Oeuvre
  - Brûlez tout avec Patrick Chesnais et François Berléand, Théâtre La Bruyère
- 1991
  - Le météore avec Georges Wilson, Théâtre de l’Oeuvre
  - Cinzano, Théâtre 13
  - La Facture de Françoise Dorin avec Serge Lama et Agnès Soral, Théâtre de Versailles puis en tournée
- 1988
  - Je ne suis pas Rappaport avec Georges Wilson et Jacques Dufilho, Théâtre de l’Oeuvre
- 1986
  - Vingt ans de piano forcé de et avec Jean-Paul Farré, Théâtre Fontaine

## Filmografía
- 1995 - No hace falta jurar de nada. Realizador Jean-Claude Brialy
- 1996 - Georges Dandin. Realizador Jean-Claude Brialy
- 1997 - La señora a las camélias. Realizador Jean-Claude Brialy

## Nominaciones y reconocimientos
- 1997: Nominada a los Molière (diseño de vestuario) para Tranquilizadas pasajeras
- 1998: Nominada a los Molière (diseño de vestuario) para Un castillo en Suecia
- 1999: Molière de diseño de disfraces para Mademoiselle Else[2] Premio Renaud-Barrault
- 2000: Nominada a los Molière (diseño de vestuario) para Un hilo a la pata
- 2002: Molière a la diseño de vestuario para El Dindon
- 2004: Nominada a los Molière (diseño de vestuario) para Criaturas
- 2005: Nominada a los Molière (diseño de vestuario) para La Locandiera
- 2006: Nominada a los Molière (diseño de vestuario) para El Burgués Hidalgo
- 2008: Nominada a los Molière (diseño de vestuario) para Victor o los niños al poder
- 2010: Nombramiento a los Molière (diseño de vestuario) para Colombe
- 2013: Recibió la Orden Chevalier del Orden de los Artes y de las Cartas,[4][5]

## Obra
- 2008 - La Magia del disfraz - Fotografías Laurencine Lote Actos Sur #Premio Diapason del Libro de arte,[2]
- 2012 - Cuadernos secretos de una costumière de teatro - Préface Anny Duperey, fotografías Laurencine Lote - HC ediciones,[6]
- 2014 - Bestioles de Teatro - con Juliette, préface Francis Perrin - HC ediciones
- 2014 - El Carnaval de los animales de Eric-Emmanuel Schmitt (Ilustraciones) - Albin Michel
- 2014 - Vestir el actor - Préface Séverine Mabille, fotografías Laurencine Lote Actos Sur
- 2018 - Splendeur y Miserias de una costumière - Préface François Morel, fotografías Laurencine Lote - HC ediciones,[7][3]
- 2019 - Fableries de Jean Dufrout (Ilustraciones) ediciones del Frout